# Vataniakos FC
El Vataniakos FC es un equipo de fútbol de Grecia que juega en la Gamma Ethniki, la tercera liga de fútbol más importante del país.

## Historia
Fue fundado en el año 1978 en la ciudad de Vetan, en el distrito de Katerini, pasando como un equipo amateur en más de sus 30 años de existencia hasta que en el 2011 ascendió a la Gamma Ethniki por primera vez en su historia.
En la temporada 2012/13 logró lo que hasta el momento ha sido su principal logro, el cual fue el ascenso a la Beta Ethniki.